# هرلیسهایم
هرلیسهایم (به فرانسوی: Herrlisheim) یک کمون در فرانسه با جمعیت ۴٬۵۴۲ نفر است که در Canton of Bischwiller واقع شده‌است.